# Брейдс
Брейдс (Брейдс-Істейт; англ. Brades, Brades Estate) — село й тимчасовий адміністративний центр острова Монтсеррат з 1998 року. Розташоване в північно-західній частині острова, неподалік від бухт Карс бей та Літтл бей. Населення — близько 1000 осіб. Головна дорога острова поєднує Брейдс з центральною частиною Монтсеррату та аеропортом.
Тимчасовим адміністративним центром село стало після виверження вулкану Суфрієр-Гіллз, яке відбулося 25 червня 1995 року й призвело до знищення фактичної столиці острова міста Плімут.